# Zły pies
Zły pies (ang. Bad Dog, 1998–2000) – kanadyjsko-francuski serial animowany opowiadający o rodzinie Potanskich i niezwykłych przygodach łaciatego psa Berkeleya.
Od 5 lutego 2007 roku był emitowany na kanale Jetix Play (odcinki 1-13). Wcześniej można go było oglądać na kanale Fox Kids / Jetix i Jetix Play.
30 lipca 2007 roku Jetix Play rozpoczął emisję kolejnych odcinków (14-26). Kolejne odcinki (27-40) Jetix Play emitował od 1 października 2007 roku.

## Bohaterowie
- Berkeley „Barky” („Bukey”) Potanski – pies rodziny Potanskich. Jest łaciatym psem, który przeżywa największe przygody. Berkeley, gdy usłyszy słowo Zły pies, natychmiast zaczyna tracić przytomność, lecz gdy usłyszy słowo Dobry pies jest znów normalnym psem.
- Vic Potanski – najmłodszy syn rodziny Potanskich. Jest największym przyjacielem Berkeleya. Ma blond włosy. Ubiera się w niebieską koszulkę i niebieskie spodnie z szelkami. Ma 3 lata. Jest zły gdy ktoś nazywa Berkeleya Złym psem.
- Penelopa Potanska – córka rodziny Potanskich. Ma blond włosy. Ubiera się w czerwony sweter w czarne paski i zieloną spódniczkę. Ma 8 lat. Troszczy się o siebie.
- Trevor Potanski – najstarszy syn rodziny Potanskich. Jest bardzo tchórzliwy, ale za to pomysłowy. Ma rude włosy. Ubiera się w żółtozieloną bluzkę i czarne spodnie. Ma 17 lat. Nosi okulary. Uwielbia grać w szachy.
- Dziadek – dziadek rodziny Potanskich. Ubiera się w strój astronauty. Ma 68 lat. Nosi okulary. Miłośnik seriali telewizyjnych. Myli imiona niemal każdego.
- Tata Potanski – głowa rodziny Potanskich, jest wynalazcą. Ma czarne włosy. Ubiera się w zieloną bluzkę i purpurowe spodnie. Ma 40 lat. Często bierze Trevora do pomocy w wynalazkach.
- Mama Potanska – żona Potanskiego, jest psychologiem. Ma rude włosy. Ubiera się w zieloną bluzkę na ramiączkach i czerwone spodnie. Ma 37 lat. Nosi okulary.
- Lester Johnson – złośliwy sąsiad Potanskich. Nienawidzi Berkeleya, który zawsze wprowadzi go w kłopoty. Nosi brązowy tupecik. Ubiera się w brązową marynarkę i pomarańczowe spodnie. Ma 38 lat. Posiada kotkę – Special na punkcie której ma obsesję, by była zawsze najładniejsza. Często nazywa Berkeleya Bestią.
- Special „Pusia” Johnson – kotka Lestera. Leniwa i nieruchliwa. Ma białe futerko. Rozpieszczana przez swojego właściciela.

## Wersja polska
Opracowanie i udźwiękowienie wersji polskiej: na zlecenie Fox Kids (odc. 1-26) / Jetix (odc. 27-40) – Studio Eurocom

Reżyseria: Tomasz Grochoczyński

Dialogi:
- Berenika Wyrobek (odc. 1-4, 11-14, 16, 20-26),
- Katarzyna Krzysztopik (odc. 5-10, 15, 17-19),
- Maciej Wysocki (odc. 27-28, 31-33, 35-36, 40),
- Aleksandra Rojewska (odc. 29-30, 34, 37-39)

Dźwięk i montaż: Jacek Kacperek

Kierownictwo produkcji:
- Marzena Omen-Wiśniewska (odc. 1-15, 27-40),
- Katarzyna Wiśniewska (odc. 16-26)

Udział wzięli:
- Włodzimierz Bednarski – Ojciec
- Agnieszka Kunikowska – Penelopa
- Anna Apostolakis – Vick
- Grzegorz Drojewski – Trevor
- Jolanta Wołłejko – Mama
- Jerzy Molga – Dziadek
- Wojciech Machnicki – Lester
- Ryszard Nawrocki
- Tomasz Grochoczyński
- Krzysztof Krupiński
- Ewa Smolińska
- Artur Kaczmarski
- Jarosław Domin
- Krzysztof Zakrzewski
- Jolanta Grusznic-Nowicka
- Iwona Rulewicz
- Halina Bednarz

i inni
Lektorzy:
- Daniel Załuski (odc. 1-26),
- Janusz Kozioł (odc. 27-40)

## Odcinki
- Serial na antenie Jetix Play po raz pierwszy pojawił się 5 lutego 2007 roku (odcinki 1-13).
- W Jetix Play nowe odcinki były emitowane od 30 lipca 2007 roku (14-26) oraz od 1 października 2007 (odcinki 27-40).
- Wcześniej był emitowany na kanałach Fox Kids / Jetix i Jetix Play.
- W odcinkach 1-26 Vick nazywa Berkeleya – „Bukey”, zaś w odcinkach 27-40 – „Barky”. Powodem tego jest późniejsze tłumaczenie, prawdopodobnie z 2007 roku – w Jetix Polska nie były one emitowane, a jedynie w Jetix Play.

## Spis odcinków
| N/o            | Polski tytuł                     | Angielski tytuł                  | Niemiecki tytuł                   |
| -------------- | -------------------------------- | -------------------------------- | --------------------------------- |
|                |                                  |                                  |                                   |
| SERIA PIERWSZA |                                  |                                  |                                   |
|                |                                  |                                  |                                   |
| 01             | Szkoła nieposłuszeństwa          | Disobedience School              | Im Schoß der Familie              |
|                |                                  |                                  |                                   |
| 02             | Bestia na pokazie                | Beast Of Show                    | Auf Abwegen                       |
| 02             | Kłopoty z Toto                   | Trouble With Toto                | Theater mit Hindernissen          |
|                |                                  |                                  |                                   |
| 03             | Mecz                             | Take Me Out Of The Ballgame      | Wer nicht wagt, der nicht gewinnt |
| 03             | Potanscy w Hollywood             | Potanskis Go Hollywood           | Ein Tag beim Film                 |
|                |                                  |                                  |                                   |
| 04             | Pies w kosmosie                  | Space Dog                        | Astronaut auf vier Pfoten         |
| 04             | Robo-pies                        | Robo-Dog                         | Familienzuwachs                   |
|                |                                  |                                  |                                   |
| 05             | Berkeley i tort                  | Berkeley Takes The Cake          | Rettet die Torte                  |
| 05             | Sąsiedzki patrol                 | Neighbourhood Botch              | Auf Einbrecherjagd                |
|                |                                  |                                  |                                   |
| 06             | Mężna drużyna                    | The Mild Bunch                   | Die Mutprobe                      |
| 06             | Szczur                           | Berkeley Smells A Rat            | Eine Maus im Haus                 |
|                |                                  |                                  |                                   |
| 07             | Berkeley kowbojem                | Buckaroo Berkeley                | Im Wilden Westen                  |
| 07             | Prawdziwy psi geniusz            | Real Incredible Genius Dog       | Fernsehstars                      |
|                |                                  |                                  |                                   |
| 08             | Nadmuchiwany pies                | Big Inflatble Dog                | Der Festumzug                     |
| 08             | Berkeley mówi                    | Berkeley Speaks Out              | Eine große Erfindung              |
|                |                                  |                                  |                                   |
| 09             | Zły tata                         | Bad Dad                          | Geburtstagsfeier mit Hindernissen |
| 09             | Przybyli, zobaczyli, zamiauczeli | They Came, They Saw, They Meowed | Aufstand der Katzen               |
|                |                                  |                                  |                                   |
| 10             | Chory pies                       | Sick Puppy                       | Besuch beim Arzt                  |
| 10             | Pies zły aż do kości             | Bad Dog To The Bone              | Das große Graben                  |
|                |                                  |                                  |                                   |
| 11             | Latający Potanscy                | Flying Potanskis                 | Was für ein Zirkus!               |
| 11             | Dowód rzeczowy                   | Burden Of Woof                   | Ein wahrer Held                   |
|                |                                  |                                  |                                   |
| 12             | Alergia                          | A Dog For All Sneezens           | Hatschi!                          |
| 12             | Mały remont                      | If Bad Dog Had A Hammer          | Reparieren will gelernt sein      |
|                |                                  |                                  |                                   |
| 13             | Walentynki u Potanskich          | Love Dog                         | Opa braucht Trost                 |
| 13             | Zły pies w szkole                | Bad Dog Ate My Homework          | Alles nur Schwindel               |
|                |                                  |                                  |                                   |
| SERIA DRUGA    |                                  |                                  |                                   |
|                |                                  |                                  |                                   |
| 14             | Pies też człowiek                | Dogs Are People Too              | Kein Hund wie du und ich          |
| 14             | Pies strażakiem                  | Fire Dog                         | Die Feuerwehrübung                |
|                |                                  |                                  |                                   |
| 15             | Szalone zoo                      | It’s A Zoo In Here               | Familienausflug in den Zoo        |
| 15             | Kolorowy kot                     | A Cat Of A Different Colour      | Beinahe reingelegt                |
|                |                                  |                                  |                                   |
| 16             | Póki pies nas nie rozłączy       | Til Dog Do Us Part               | Hochzeitsglocken                  |
| 16             | Psycho pies                      | Psycho Dog                       | Die lieben Nachbarn               |
|                |                                  |                                  |                                   |
| 17             | Psi rzecznik                     | Celebrity Spokesdog              | Friss und sei kräftig             |
| 17             | Jurajska przygoda                | Jurassic Bark                    | Im Dinosaurier-Park               |
|                |                                  |                                  |                                   |
| 18             | Pies za burtą                    | Bad Dog Overboard                | Petri Heil!                       |
| 18             | Cudowna dieta doktora Psa        | Dr. Bad Dog’s 2 ½ Day Diet       | Mahlzeit                          |
|                |                                  |                                  |                                   |
| 19             | Super zły pies                   | Super Bad Dog                    | Lauter Helden                     |
| 19             | Gdybym był złym psem             | If I Were A Bad Dog              | Wenn ich du wäre                  |
|                |                                  |                                  |                                   |
| 20             | Najlepszy przyjaciel człowieka   | A Man’s Best Fred                | Mein Freund der Roboter           |
| 20             | Zły wieczór w operze             | Bad Night At The Opera           | Hast du Töne!                     |
|                |                                  |                                  |                                   |
| 21             | Zły pies i sztuka                | Bad Dog Imitates Art             | Wir machen Kunst                  |
| 21             | Zła terapia                      | Bad Therapy                      | Lachen ist gesund                 |
|                |                                  |                                  |                                   |
| 22             | Pies więzienny                   | Prison Dog                       | Die Fluchthelfer                  |
| 22             | Złym psom wstęp wzbroniony       | No Bad Dogs Allowed              | Einmal waschen, bitte!            |
|                |                                  |                                  |                                   |
| 23             | Koszmar z ulicy Berkeley’a       | Nightmare On Berkeley’s          | Opa schlafwandelt                 |
| 23             | Pies policyjny                   | Police Dog                       | Für Recht und Gesetz              |
|                |                                  |                                  |                                   |
| 24             | Arka Bukey’ego                   | Barky’s Arky                     | Wir spielen Arche Noah            |
| 24             | Złe podejście                    | Bad Connection                   | Vorbei mit der Ruhe               |
|                |                                  |                                  |                                   |
| 25             | Wyspa złego psa                  | The Isle Of Bad Dog              | Andere Länder, andere Sitten      |
| 25             | Nie ma lekarstwa na złego psa    | No Cure For A Bad Dog            | Hicks                             |
|                |                                  |                                  |                                   |
| 26             | 101 Berkeley’ów                  | 101 Berkeleys                    | Ein Hund kommt selten allein      |
| 26             | Smiley mówi Zły Pies             | Smiley Says… Bad Dog             | Fernsehquiz mit Folgen            |
|                |                                  |                                  |                                   |
| SERIA TRZECIA  |                                  |                                  |                                   |
|                |                                  |                                  |                                   |
| 27             | Genialny pies                    | International Genius Dog         | Der Beste aller Hunde             |
| 27             | Siostra Barky                    | Nurse Barky                      | Doktor im Einsatz                 |
|                |                                  |                                  |                                   |
| 28             | Jabłuszko                        | One Bad Apple                    | Hunde verboten!                   |
| 28             | Łup złego psa                    | Booty For Bad Dog                | Auf Schatzsuche                   |
|                |                                  |                                  |                                   |
| 29             | Piękna i psia bestia             | Beauty And The Beast Dog         | Trevor auf der Flucht             |
| 29             | Psi oddech                       | Dog Breath                       | Mundgeruch                        |
|                |                                  |                                  |                                   |
| 30             | Kłopotliwy pasażer               | Badseat Driver                   | Auf zum Autokauf!                 |
| 30             | Złe psy i Anglik                 | Bad Dogs And Englishmen          | Das Verlobungsgeschenk            |
|                |                                  |                                  |                                   |
| 31             | Starodawny zły pies              | Ye Old Bad Dog                   | Ritterspiele                      |
| 31             | Pies Safari                      | Safari Dog                       | Entdeckungsreise in den Urwald    |
|                |                                  |                                  |                                   |
| 32             | Psi areszt domowy                | Dog House Arrest                 | Hunde-Hausarrest                  |
| 32             | Liczenie owczarków               | Counting Sheep Dogs              | Papa kann nicht schlafen          |
|                |                                  |                                  |                                   |
| 33             | Magiczny pies                    | Magic Dog                        | Fauler Zauber                     |
| 33             | Niesłychana podróż złego psa     | Bad Dog’s Incredible Journey     | Ein Held auf vier Pfoten          |
|                |                                  |                                  |                                   |
| 34             | Piękny pies                      | Beauty Dog                       | Der Schönheitswettbewerb          |
| 34             | Drin, Drin, dzwoni zły pies      | Ding, Dong, Bad Dog Calling      | Wir kaufen nichts!                |
|                |                                  |                                  |                                   |
| 35             | Złapać złego psa                 | Wag The Bad Dog                  | Beim Präsidenten                  |
| 35             | Pies ziemny                      | Earth Dog                        | Ein Tag für die Erde              |
|                |                                  |                                  |                                   |
| 36             | Zły dzień modelki                | A Super Bad Hair Day             | Starallüren                       |
| 36             | Pies stróżujący                  | Guard Dog                        | Skiausflug mit Hindernissen       |
|                |                                  |                                  |                                   |
| 37             | Dobry, kochający zły pies        | Good Lovin’ Gone Bad Dog         | Frau gesucht!                     |
| 37             | Porwany pies                     | Dog-Napped                       | Geld oder Hund                    |
|                |                                  |                                  |                                   |
| 38             | Ośle ucho złego psa              | Bad Dog-Eared                    | Wasser im Ohr                     |
| 38             | Zwierzęcy magnetyzm              | Animal Magnetism                 | Tierisch anziehend                |
|                |                                  |                                  |                                   |
| 39             | Berkeley’owe Święta              | A Very Berkeley Christmas        | Heute kommt der Weihnachtsmann    |
| 39             | Złe geny                         | Bad Blood Is Thicker Than Water  | Aus der Art geschlagen            |
|                |                                  |                                  |                                   |
| 40             | Psi detektyw                     | Doggy Detective                  | Der Hunde-Detektiv                |
| 40             | Przybyli, zobaczyli, zamruczeli  | They Came, They Saw, They Purred | Sie kamen, sahen, schnurrten      |
|                |                                  |                                  |                                   |